# 酷刑的方法和器具列表
以下為酷刑的方法及器具：

## 精神上的酷刑
- 脅迫
- 羞辱，包含：公然言語羞辱、公開被剝去衣物、裸體展示。
- 誘發恐懼，譬如：假裝處決
- 長時間的受到審問
- 持續的睡眠剝奪
- 持續的隔離囚禁
- 局部或全部的感覺剝奪
- 永久且嚴重的毀容之威脅
- 藥物折磨

## 肉體上的酷刑
- 斬首
- 毆打及身體上的虐待
- 強光照射
- 使之骨折
- 烙印
- 火刑
- 宮刑
- 臏刑
- 絞刑
- 吊刑
- 釘在十字架上
- 踏刑
- 截肢
- 毀容
- 溺死
- 石刑
- 電擊
- 鞭打（笞刑）
- 凌遲
- 剝皮
- 腰斬
- 車裂
- 強制進食
- 穿刺
- 缺氧
- 性侵害
- 感覺剝奪
- 睡眠剝奪
- 噪音 ：利用音量大或是高低頻率的聲音使人痛苦
- 餓死
- 塗柏油、粘羽毛
- 搔癢
- 拔牙
- 水牢
- 坐水凳
- 坐老虎凳
- 灌辣椒水
- 坐冰塊
- 獸刑
- 騎木驢

## 酷刑器具
- 鐵處女
- 夾棍
- 拶指（用五根小木條夾受刑人的手指）
- 枷項
- 行刑架、刑鞭（於新加坡、馬來西亞執行鞭刑時的刑具，參見：新加坡鞭刑、馬來西亞鞭刑）